# Івнянський район
І́внянський райо́н (рос. Ивнянский район) — адміністративна одиниця Росії, Бєлгородська область. До складу району входять 1 міське і 13 сільських поселень.

## Географія
Івнянський район розташовано у північно-західній частині області. На півночі і заході межує із Курською областю, на сході — із Прохорівським, на півдні — Яковлівським, на південному заході — Ракитянським районами. Загальна площа — 871,1 км².

## Історія
Івнянський район утворено 30 липня 1928 року у складі Бєлгородського округу Центрально-Чорноземної області.

## Адміністративний поділ
- міське поселення Івня
- Богатенське сільське поселення
- Верхньопенське сільське поселення
- Владимирівське сільське поселення
- Вознесенівське сільське поселення
- Драгунське сільське поселення
- Кочетовське сільське поселення
- Курасовське сільське поселення
- Новенське сільське поселення
- Покровське сільське поселення
- Сафонівське сільське поселення
- Сухосолотинське сільське поселення
- Сирцевське сільське поселення
- Хомутчанське сільське поселення
- Череновське сільське поселення